# Illa Bartolomé
L'illa Bartolomé és una petita illa volcànica de l'arxipèlag de les Galápagos, que es troba al costat de la costa est de l'illa Santiago. És una de les illes "més joves" de l'arxipèlag de les Galápagos. Porta el nom del naturalista i amic de Charles Darwin, Sir Bartholomew Sulivan, que era tinent de l'HMS Beagle.
Té una superfície de tan sols 1,2 km² i consta d'un volcà extingit i una gran varietat de formacions volcàniques de color vermell, taronja, verd i negre brillant. Una ruta de senderisme amb taulons de 114 metres puja pel costat del con volcànic de Bartolomé. El cim ofereix vistes a través de l'aigua a altres illes de l'arxipèlag.
A l'illa hi destaca la Roca del Pináculo, un banyó volcànic que sobresurt sobre la badia de Sullivan.